# Rock Hill Rocks Open
Il Rock Hill Rocks Open è un torneo professionistico di tennis giocato su campi in cemento. Fa parte dell'ITF Women's Circuit. Si gioca annualmente a Rock Hill negli Stati Uniti.

## Albo d'oro

### Singolare
| Anno | Campione       | Finalista      | Punteggio        |
| ---- | -------------- | -------------- | ---------------- |
| 2011 | Romina Oprandi | Grace Min      | 7–5, 6–1         |
| 2012 | Rebecca Marino | Sharon Fichman | 3–6, 7–6(5), 6–2 |
| 2013 | Mariana Duque  | Anna Tatišvili | 6–3, 6–4         |

### Doppio
| Anno | Campioni                          | Finalisti                    | Punteggio            |
| ---- | --------------------------------- | ---------------------------- | -------------------- |
| 2011 | Maria Abramović Roxane Vaisemberg | Madison Brengle Gabriela Paz | 3–6, 6–3, [10–5]     |
| 2012 | Jacqueline Cako Natalie Pluskota  | Chieh-Yu Hsu Chichi Scholl   | 6–2, 6–3             |
| 2013 | Mariana Duque María Irigoyen      | Allie Kiick Asia Muhammad    | 4–6, 7–6(5), [12–10] |